# Uza (tributario del Šelon)
La Uza (in russo Уза?) è un fiume della Russia europea occidentale (oblast' di Pskov), tributario di sinistra del fiume Šelon'.
Il fiume scorre dal lago Lokno sull'altopiano Sudomskaja nel Dedovičskij rajon. Sfocia nel Šelon' a 120 km dalla foce, a nord della città di Porchov nel Porchovskij rajon. Il fiume ha una lunghezza di 98 km, l'area del suo bacino è di 732 km².